# Jack Reynor
Jack Reynor (Longmont, 1992. január 23. –) ír-amerikai színész.

## Fiatalkora és családja
1992. január 23-án született a coloradói Longmontban, ír anya és amerikai apa gyermekeként. Egy testvére és egy nővére van. Eleinte a coloradói Boulder-ben élt az anyjával, de két éves korában Valleymount-ba költöztek. Itt járt iskolába, anyja és anyai nagyszülei itt nevelték fel. 2004-ben Dublinba költözött, és a Belvedere College-en tanult.

## Magánélete
2013-ban ismerkedett össze Madeline Mulqueen színésznővel, 2014 márciusában eljegyezték egymást.

## Filmográfia

### Film
| Év   | Magyar cím                              | Eredeti cím                     | Szerep                                | Magyar hang        |
| ---- | --------------------------------------- | ------------------------------- | ------------------------------------- | ------------------ |
| 2000 |                                         | Country                         | ministránsfiú                         |                    |
| 2012 | Babaház                                 | Dollhouse                       | Robbie                                |                    |
| 2012 | Mit tettél, Richard?                    | What Richard Did                | Richard Karlsen                       |                    |
| 2012 |                                         | Stella (rövidfilm)              | Michael                               |                    |
| 2013 |                                         | Car Film (rövidfilm)            | Martin                                |                    |
| 2013 |                                         | Cold                            | Rory                                  |                    |
| 2013 | Elpuskázva                              | Delivery Man                    | Josh                                  | Szatory Dávid      |
| 2014 | Transformers: A kihalás kora            | Transformers: Age of Extinction | Shane Dyson                           | Szatory Dávid      |
| 2014 |                                         | Glassland                       | John                                  |                    |
| 2015 | Hercegnők éjszakája                     | A Royal Night Out               | Jack Hodges                           | Szatory Dávid      |
| 2015 | Macbeth                                 | Macbeth                         | Malcolm                               | Szatory Dávid      |
| 2016 |                                         | Sing Street                     | Brendan Lawlor                        |                    |
| 2016 | Össztűz                                 | Free Fire                       | Harry                                 | Szatory Dávid      |
| 2016 | Egy eltitkolt élet                      | The Secret Scripture            | Michael McNulty                       | Szatory Dávid      |
| 2017 | HHhH – Himmler agyát Heydrichnek hívják | The Man with the Iron Heart     | Jozef Gabčík                          | Nagy Dániel Viktor |
| 2017 | Detroit                                 | Detroit                         | Ronald August                         |                    |
| 2018 | A kötelék                               | Kin                             | James “Jimmy” Solinski                | Gacsal Ádám        |
| 2018 | Az egyenjogú nem                        | On the Basis of Sex             | James “Jim” Bozarth                   | Tokaji Csaba       |
| 2018 | Maugli: A dzsungel legendája            | Mowgli: Legend of the Jungle    | Szürke barát (hang és motion capture) |                    |
| 2019 | Fehér éjszakák                          | Midsommar                       | Christian Hughes                      | Szabó Máté         |
| 2019 |                                         | Bainne (rövidfilm)              | rendező és író                        |                    |
| 2021 | Cherry: Az elveszett ártatlanság        | Cherry                          | Pills & Coke                          |                    |
| 2023 | Flora és fia                            | Flora and Son                   | Ian                                   |                    |
| 2023 | Jó édes anyád                           | The Good Mother                 | Toby Bennings                         | Szatory Dávid      |
| 2025 |                                         | Power Ballad                    | Mac                                   |                    |

### Televízió
| Év        | Magyar cím        | Eredeti cím                      | Szerep               | Megjegyzések                                              |
| --------- | ----------------- | -------------------------------- | -------------------- | --------------------------------------------------------- |
| 2010      | A három bölcs nő  | Three Wise Women                 | Colin                | tévéfilm                                                  |
| 2012      | Koboldok nyomában | Chasing Leprechauns              | Thomas “Tommy” Riley | tévéfilm                                                  |
| 2017      |                   | Philip K. Dick's Electric Dreams | Brian Norton         | 1 epizód                                                  |
| 2018–2019 |                   | Strange Angel                    | Jack Parsons         | főszereplő                                                |
| 2021      | Modern szerelem   | Modern Love                      | Declan               | 1 epizód                                                  |
| 2022      | A periféria       | The Peripheral                   | Burton Fisher        | 8 epizód                                                  |
| 2024      | A tökéletes pár   | The Perfect Couple               | Thomas Winbury       | - minisorozat (6 epizód) - magyar hangja: - Szatory Dávid |